# Winton Motor Carriage Company
La Winton Motor Carriage Company, ou simplement Winton, est un constructeur automobile américain basé à Cleveland, Ohio. Winton a été l'une des premières entreprises américaines à vendre une automobile. En 1912, Winton est devenu l'un des premiers fabricants américains de moteurs diesel.
En 1896, l'immigrant écossais Alexander Winton, propriétaire de la Winton Bicycle Company, passe de la production de bicyclettes à celle d'automobiles monocylindres expérimentales avant de créer son entreprise automobile.
La société a été constituée le 15 mars 1897. Ses premières automobiles ont été construites à la main. Chaque véhicule avait des côtés peints de façon presque fantaisiste, des sièges rembourrés, un toit en cuir et des lampes à gaz. BF Goodrich a fabriqué les pneus pour Winton.
À ce moment-là, Winton avait déjà produit deux prototypes de voitures entièrement opérationnelles. En mai de cette année-là, le 10 cv (7,5 kW) a atteint la vitesse de 33,64 mi/h (54,14 km/h) sur un test autour d'une piste équestre de Cleveland. Cependant, la nouvelle invention est encore sujette à beaucoup de scepticisme, donc pour prouver la durabilité et l'utilité de son automobile, Alexander Winton fait subir à sa voiture une course d'endurance de 800 mi (1 300 km) de Cleveland à New York.
Le 24 mars 1898, Robert Allison de Port Carbon, Pennsylvanie, est devenu la première personne à acheter une automobile Winton après avoir vu la première publicité automobile dans Scientific American. Plus tard cette année-là, la Winton Motor Carriage Company a vendu 21 véhicules de plus, dont un à James Ward Packard, qui a fondé plus tard la société automobile Packard après que Winton a défié un Packard très mécontent de faire mieux. C'est la même erreur qu'Enzo Ferrari fait avec Ferruccio Lamborghini.

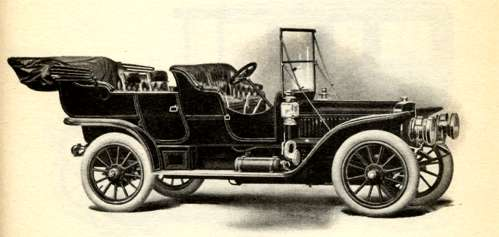
Une Winton, en 1908

Winton a vendu son premier semi-camion fabriqué en 1899. Plus d'une centaine de véhicules Winton ont été vendus cette année-là, faisant de l'entreprise le plus grand fabricant d'automobiles à essence aux États-Unis. Ce succès conduit à l'ouverture du premier concessionnaire automobile par MHW Koler à Reading, Pennsylvanie. Pour livrer les véhicules, en 1899, Winton construit le premier transporteur automobile en Amérique. Un de ces Winton a été acheté par Larz Anderson et sa nouvelle épouse, Isabel Weld Perkins.
La publicité génère des ventes. En 1901, la nouvelle que Reginald Vanderbilt et Alfred Vanderbilt avaient acheté des automobiles Winton a considérablement renforcé l'image de l'entreprise. Les modèles à l'époque étaient un Runabout à 2 passagers avec un moteur 1 cylindre (8 ch) et une fourgonnette de tourisme et de livraison de courrier à 4 passagers, également avec un moteur 1 cylindre (9 hp). Cette année-là, Winton a perdu une course à Grosse Pointe contre Henry Ford. Winton a promis un retour et une victoire. Il a produit le 1902 Winton Bullet, qui a établi un record non officiel de vitesse terrestre de 70 mi/h (110 km/h) à Cleveland cette année-là. Le Bullet a été vaincu dans une autre Ford par le célèbre pilote Barney Oldfield, mais deux autres voitures de course Bullet ont été construites.
En 1903, le Dr Horatio Nelson Jackson réalisé la première commande automobile réussie à travers les États-Unis. Sur un pari de 50 $, il a acheté un 2 cylindres légèrement usés, 20 cv (15 kW) Winton en voiture de tourisme et a embauché un mécanicien pour l'accompagner. Commençant à San Francisco, Californie, se terminant à Manhattan, New York City, New York, le voyage a duré 63 jours, 12 heures et 30 minutes, y compris les pannes et les retards en attendant l'arrivée des pièces. Les deux hommes ont souvent parcouru des kilomètres pour trouver une route praticable. En 1903, il n'y avait que 150 miles de route pavée dans tout le pays, tous à l'intérieur des limites de la ville. Il n'y avait ni panneaux ni cartes routières. Jackson et son partenaire ont suivi les rivières et les ruisseaux, les voies ferrées transcontinentales, les sentiers de moutons et les chemins de terre.